# Абсцес
Абсцес (на латински: abscessus) е ограничено възпаление на хлабавата съединителна тъкан и по-рядко на други тъкани и органи. Характеризира се с натрупване на гноен ексудат в новообразувана празнина, ограничена с капсула от гранулационна тъкан.